# منتزه جبل روكي الوطني
حديقة جبل روكي الوطنية (بالإنجليزية: Rocky Mountain National Park) هي حديقة وطنية أمريكية تقع على بعد حوالي 55 ميلاً (89 كم) شمال غرب دنفر في شمال وسط كولورادو، ضمن سلسلة جبال روكي. تقع الحديقة بين مدينتي إستس بارك من الشرق وغراند ليك من الغرب. تمر المنحدرات الشرقية والغربية للقسم القاري مباشرة عبر وسط المنتزه مع منابع نهر كولورادو الواقعة في المنطقة الشمالية الغربية من المنتزه. تشمل السمات الرئيسية للحديقة الجبال وبحيرات ألبية ومجموعة متنوعة من الحيوانات البرية في مناخات وبيئات مختلفة، من الغابات المشجرة إلى التندرا الجبلية.
تم التوقيع على قانون حديقة جبل روكي الوطنية من قبل الرئيس وودرو ويلسون في 26 يناير 1915، لإنشاء حدود المتنزه وحماية المنطقة للأجيال المقبلة. وقام فيلق الحفظ المدني ببناء الطريق السيار الرئيسي تريل ريدج في الثلاثينيات الذي يمر عبر المتنزه.
في عام 1976، صنفت اليونسكو المتنزه كواحد من أوائل محميات المحيط الحيوي في العالم. في عام 2018 دخل أكثر من 4.5 مليون زائر ترفيهي إلى المتنزه. تعد الحديقة واحدة من أكثر المنتزهات زيارة في نظام المنتزهات الوطنية، حيث احتلت المرتبة الثالثة من بين أكثر المنتزهات الوطنية زيارةً سنة 2015. وفي عام 2019، شهدت الحديقة عددًا قياسيًا من الحضور مرة أخرى حيث بلغ عدد الزوار 4،678،804 زائرًا، بزيادة قدرها 44٪ منذ عام 2012.
يوجد في المنتزه خمسة مراكز للزوار، ومقرها الرئيسي يقع في مركز زوار بيفر ميدوز، وهو نصب تذكاري وطني صممته مدرسة فرانك لويد رايت للهندسة المعمارية في غرب تاليسين. تحيط الغابات الوطنية بالمنتزه من جميع الجوانب، بما في ذلك غابة روزفلت الوطنية من الشمال والشرق، وغابة روت الوطنية من الغرب، وغابة أراباهو الوطنية من الجنوب، مع وجود منطقة القمم الهندية البرية مباشرة جنوب الحديقة.

## أنظر أيضا
- حديقة هوت سبرينغس الوطنية
- حديقة دراي تورتوغاس الوطنية
- حديقة الجزيرة الملكية الوطنية
- حديقة ومحمية جريت ساند ديونز الوطنية
- حديقة فوياجرز الوطنية
- جبال روكي